# GTスパイラル
株式会社GTスパイラル（じーてぃーすぱいらる、英称：GT Spiral Co., Ltd.）は、熊本県熊本市のメーカー。特殊な技術により、ネジリを加えた平鋼を用いた杭基礎、安全対策用品、装飾金物等の製造及び販売をしている。

## 概要
平鋼に特殊な技術でねじり加工を加えた「ねじり平鋼」を取り扱う会社。特に杭基礎の分野では、製品が日本全国に広く流通している。社名の「スパイラル」は、ねじり加工をした平鋼が螺旋状の形になることに由来している。ねじり技術に関する特許を多数所有している。

## 沿革
- 1968年 - 熊本市に後藤鉄工所創業。
- 2001年 - GT・スパイラル有限会社設立。
- 2006年 - 第9回熊本県工業大賞受賞・商工業功労者表彰。
- 2007年 - 第2回ものづくり日本大賞受賞（九州産業局長賞）。
- 2008年 - 中小企業庁2008年元気なモノ作り中小企業300社に選ばれる。
- 2009年 - 株式会社GTスパイラルへ社名変更。